# Coiffe amérindienne

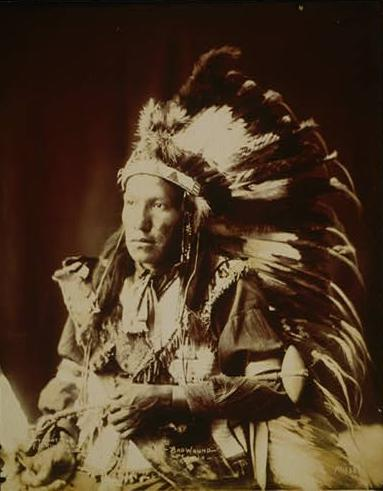
Bad Wound, un Sioux

De nombreux peuples autochtones d'Amérique ont utilisé des coiffes en plumes, notamment d'aigles, comme éléments décoratifs ou comme signe distinctif du rang social. Les plumes avaient en outre des vertus magico-médicales ce qui donnait à cette coiffure une importance accrue. Chaque tribu avait son propre modèle de coiffure avec sa propre méthode pour les confectionner. Elles pouvaient leur attribuer un rôle culturel différent.
Les coiffes de guerre (ou "bonnets de guerre") sont des couvre-chefs à plumes traditionnellement portées par les chefs masculins des nations indiennes des plaines américaines qui ont gagné une place de grand respect dans leur tribu. À l'origine, elles étaient parfois portées au combat, mais sont maintenant principalement utilisées pour les cérémonies. Dans les communautés amérindiennes et des Premières Nations qui possèdent traditionnellement ces insignes, elles sont considérées comme des objets d'une grande importance spirituelle et politique, qui ne doivent être portés que par ceux qui en ont gagné le droit et l'honneur grâce à la reconnaissance formelle de leur peuple.

## Les Amérindiens du Canada et des États-Unis
Les parures en plumes d'aigle sont les plus prisées des parures d'Amérique du Nord. Elles sont si populaires qu'aux États-Unis seuls les Amérindiens ont le droit de détenir des plumes d'aigle, du fait que ces parures sont jugées essentielles au maintien de leur culture alors que les aigles sont une espèce strictement protégée. Ces parures peuvent être très simples, constituées d'une simple plume ou très complexes comme celle des Sioux ou des Arapahos. Elles étaient utilisées tant à la guerre que lors des conseils et cérémonies religieuses.
Il semble que les premiers Nord-Amérindiens à avoir utilisé des parures complexes soient les Crows. Les Pieds-Noirs les adoptèrent au début du XIXe siècle, mais leurs plumes d'aigle sont dressées circulairement et verticalement tout autour de la tête. Le chef Pawnee nommé Petalesharo en portait une en 1821, les Cheyennes vers 1830 au moins et les Sioux au milieu du XIXe siècle.
Ces coiffures sont toujours utilisées lors des Pow wow. Certaines coiffures traditionnelles sont aussi munies de cornes de bison. À partir des années 1820, George Catlin, portraitiste d'« indien », est une importante source d'information pour les coutumes vestimentaires traditionnelles des Nord-Amérindiens.

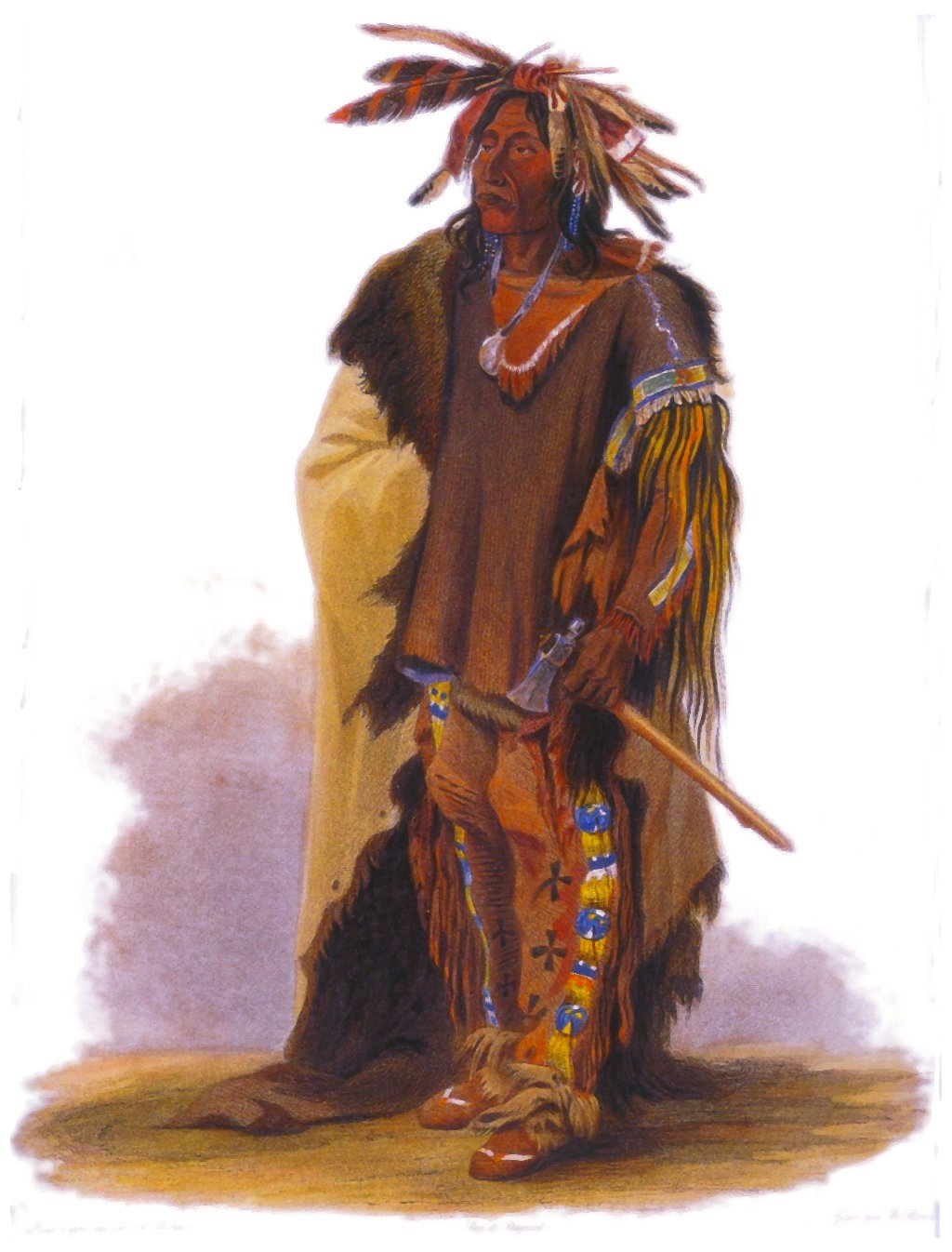
Un Dakota
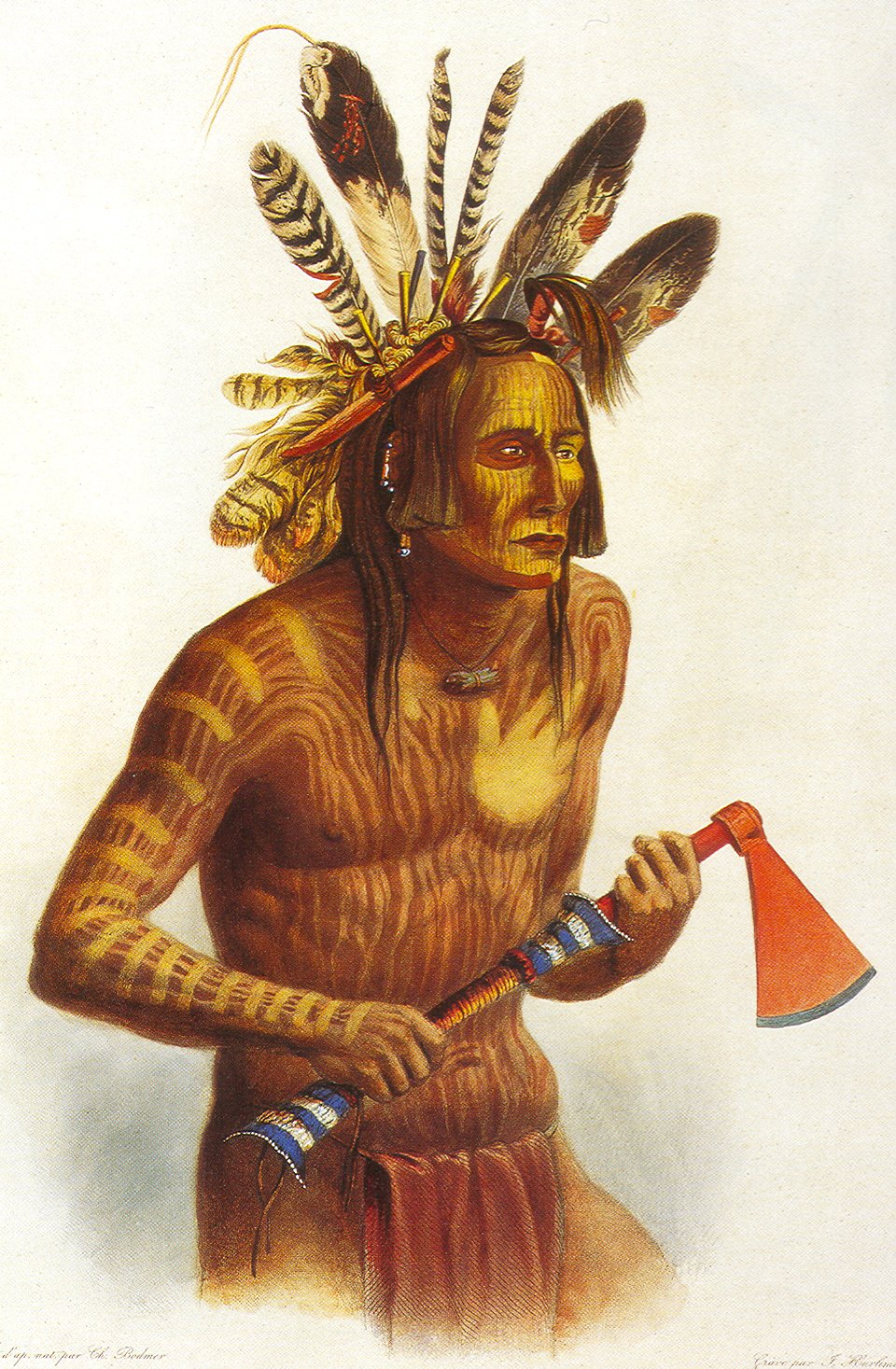
Mató-Tópe, chef Mandan
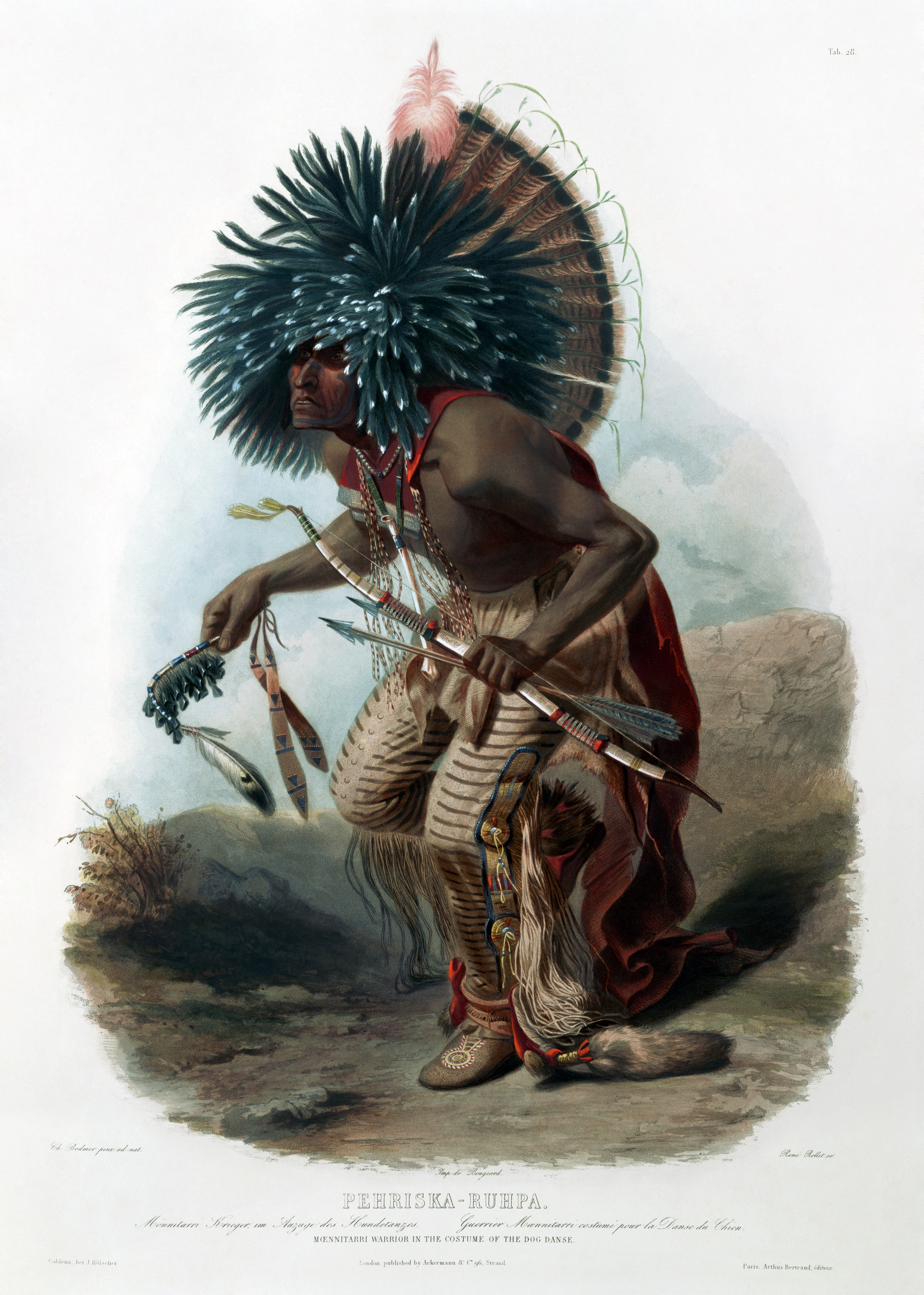
Hidatsa
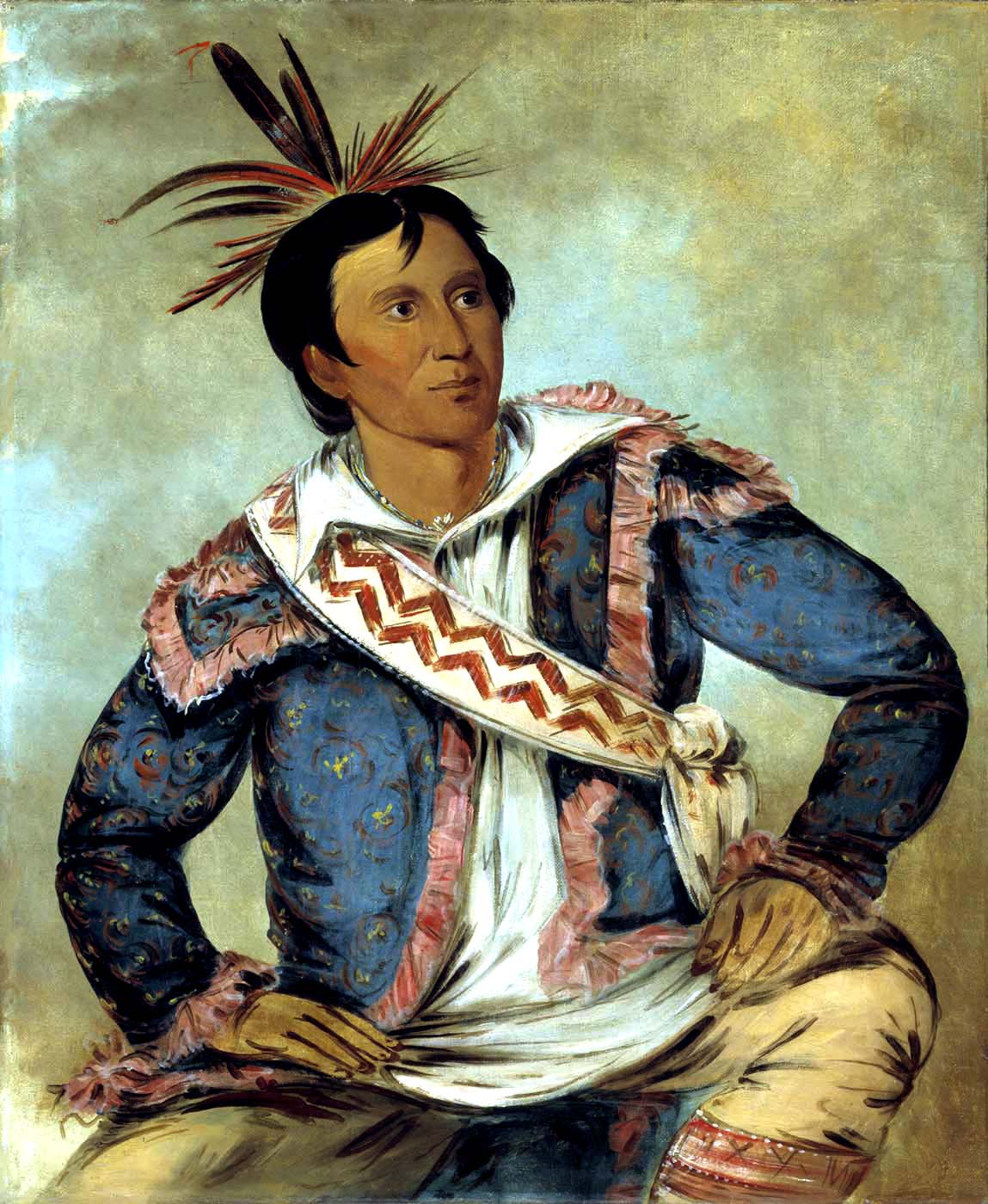
Le chef Choctaw Peter Pitchlynn, peint en 1834, par George Catlin
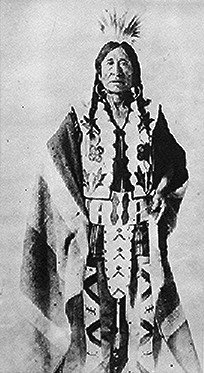
Rocky Boy, chef ojibwé
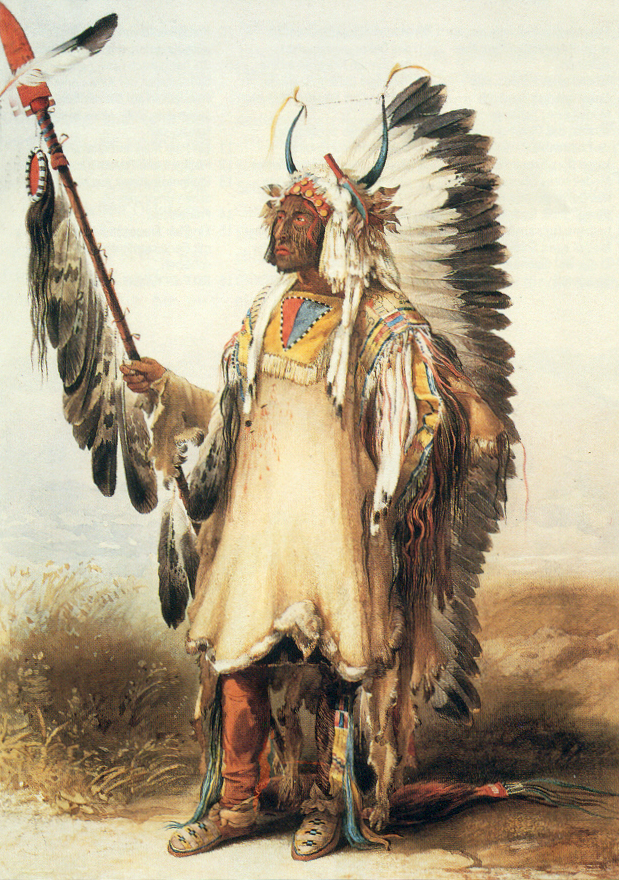
Mató-Tópe

Aujourd'hui, pour être vendues 
à des non-indiens les coiffes sont élaborées à partir de plumes, le plus souvent de dinde, teintes.

## Les Amérindiens d'Amérique latine
Les coiffures d'Amérique latine sont plus colorées, du fait de l'utilisation de plume d'oiseaux tropicaux aux couleurs plus vives. Certaines espèces comme les oiseaux mouches ont même des plumes iridescentes. Les coiffes de plumes de Quetzal ont été pour les Aztèques ou les Maya des symboles du pouvoir, ces oiseaux symbolisant des dieux.

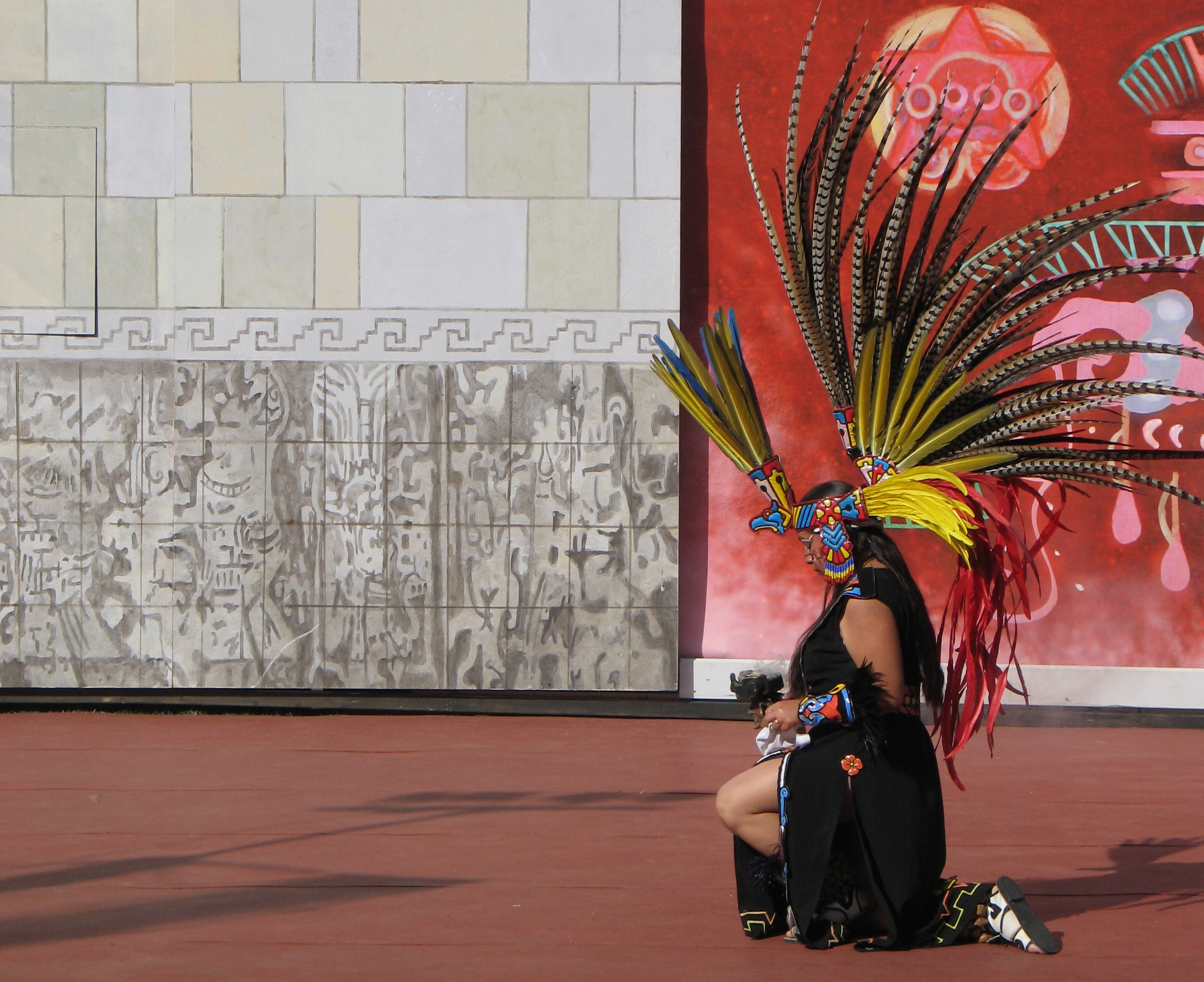
Maya
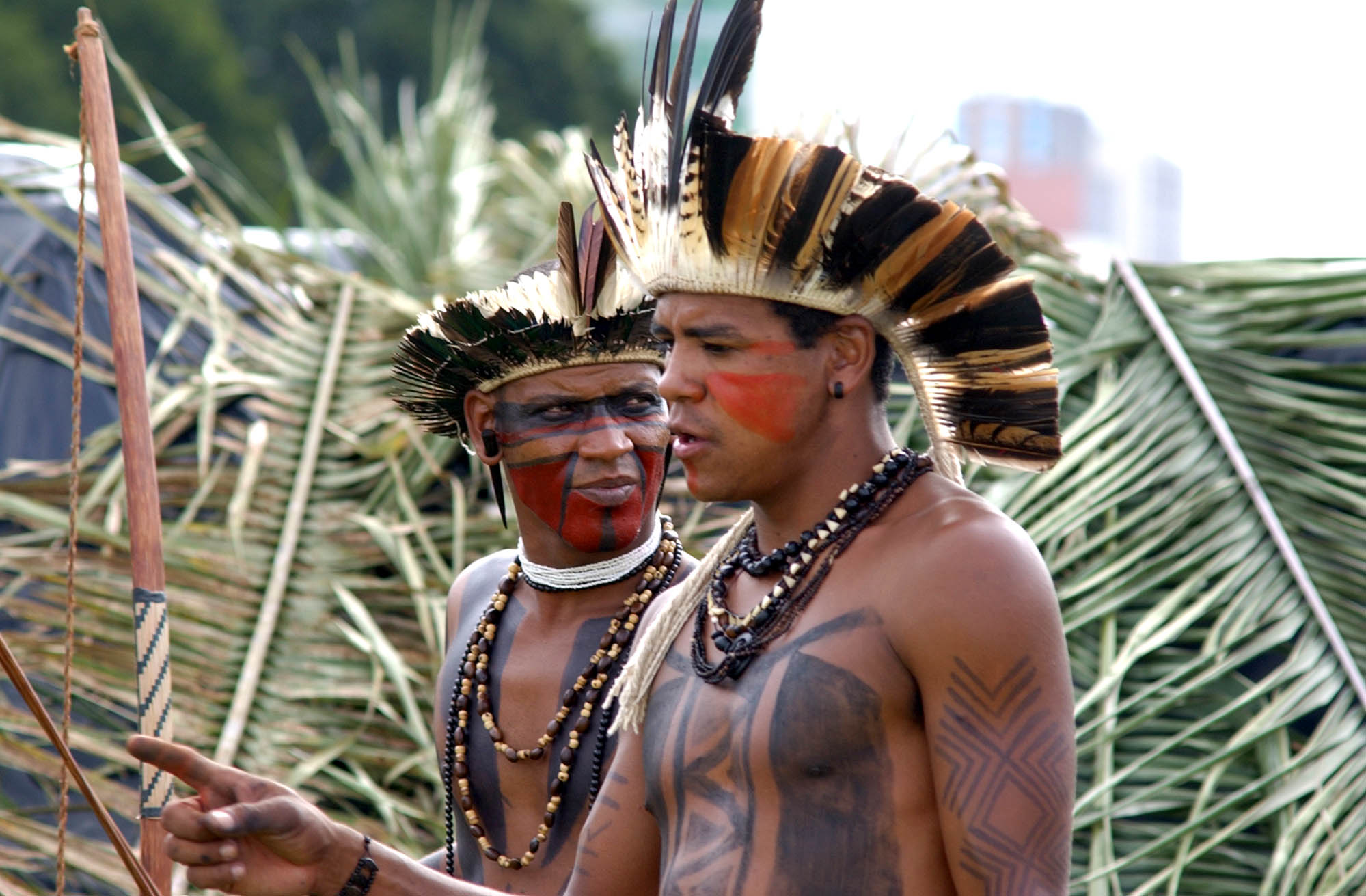
Pataxó

### Techniques particulières
Certaines communautés ont changé les couleurs naturelles des plumes soit par des procédés à base de teinture, soit en changeant le régime alimentaire ou en utilisant d'autres procédés sur l'oiseau captif destiné à fournir les plumes, c'est le tapirage. Ceci se pratique sur les psittaciformes en les plumant puis en massant l'épiderme avec des décoctions de plantes ou en plaçant des venins dans le calamus des plumes. Les couleurs structurelles des plumes disparaissent et les plumes sont alors jaune ou en rose lors de la repousse. Les Enawenê-Nawê, avec du venin de batracien transforment des plumes normalement vertes en plumes jaunes avec des nuances de vermillon.